# 心明殺活流
心明殺活流（しんめいさっかつりゅう）とは、上野縦横義喬が創始した柔術の流派である。

## 歴史
流祖は、佐倉藩の上野縦横義喬である。
楊心流を学び、工夫を加え心明殺活流を創始した。
明治時代に制定された警視流柔術に、当流の技が採用されている。

## 系譜
- 上野縦横義喬
  - 西窪隨軒幸継
    - 西窪治郎允幸智
      - 松浦圑之進
        - 増田繁右衛門
          - 田辺治郎左衛門成禄
            - 松浦團之進弓之助
              - 増田虎之助